# 1933 في فرنسا
فيما يلي قوائم الأحداث التي وقعت خلال عام 1933 في فرنسا.

## سياسة

### تعيين في المنصب
- 10 يناير – لوسيان سان عضو مجلس الشيوخ في الجمهورية الفرنسية الثالثة.
- 29 يوليو – مارسال بيروتون المقيم العام الفرنسي (تونس).
- 29 يوليو – مارسال بيروتون المقيم العام الفرنسي (تونس).

### انتهاء فترة المنصب
- 31 يناير – جورج بونيت .
- 29 يوليو – لوسيان سان .

## رياضة
- 1 يناير – بطولة العالم لسباق الدراجات على الطريق 1933
- 1 يناير – بطولة العالم للدراجات على المضمار 1933
- 16 أبريل – سباق باريس روبيه 1933 الفائزون سيلفير مايس، Léon Le Calvez [الإنجليزية]‏، Julien Vervaecke [الإنجليزية]‏.

## كتب
من الكتب التي صدرت هذه السنة في فرنسا:
- 1 يوليو – المرأة ذات البسمتين من تأليف موريس لوبلان.

## مواليد

### يناير
- 1 يناير – جوسلين فرنسوا روائية فرنسية.
- 1 يناير – فريدون صاحب جم
- 17 يناير – صدر الدين آغا خان
- 22 يناير – جان بيار برنارد ممثل فرنسي.
- 29 يناير – فرانسوا بريو ممثلة فرنسية.

### مارس
- 22 مارس – ميشيل هيدالغو لاعب كرة قدم فرنسي.

### أبريل
- 9 أبريل – جان بول بلموندو ممثل فرنسي.
- 26 أبريل – جان بيار مولان ممثل فرنسي.

### مايو
- 10 مايو – جين بيكر
- 18 مايو – برناديت شيراك سياسية فرنسية.

### يونيو
- 22 يونيو – جاك مارتن
- 27 يونيو – رينيه جان جاكيه لاعب كرة قدم فرنسي.

### يوليو
- 1 يوليو – زئيف شيف صحفي إسرائيلي.
- 18 يوليو – جان ياني ممثل فرنسي.

### أغسطس
- 18 أغسطس – رومان بولانسكي
- 29 أغسطس – رمسيس شافي

### سبتمبر
- 6 سبتمبر – ميشيل دوك جونناز

### أكتوبر
- 14 أكتوبر – بيير فابر ممثل فرنسي.
- 21 أكتوبر – باسكال روبرتس ممثلة فرنسية.

### نوفمبر
- 27 نوفمبر – لوسيان بونيت لاعب كرة قدم فرنسي.
- 28 نوفمبر – مايكل روكيجوفري جندي فرنسي.

### ديسمبر
- 1 ديسمبر – فيوليت فيردي

## وفيات

### يناير
- 1 يناير – أرماند بلوخ (مواليد 1866) نحات فرنسي.

### فبراير
- 25 فبراير – جول اندرادي (مواليد 1857) فيزيائي فرنسي.

### مارس
- 10 مارس – إميل أندريه (مواليد 1871) مهندس معماري فرنسي.

### مايو
- 6 مايو – فرانوسا بومبون (مواليد 1855) نَحّات فرنسي.

### أكتوبر
- 5 أكتوبر – رونيه أدوري (مواليد 1898) ممثلة فرنسية.
- 29 أكتوبر – بول بانليفيه (مواليد 1863)

### نوفمبر
- 3 نوفمبر – بيير بول إميل رو (مواليد 1853) طبيب فرنسي.